# Déviance positive
 (décembre 2018).
Si vous disposez d'ouvrages ou d'articles de référence ou si vous connaissez des sites web de qualité traitant du thème abordé ici, merci de compléter l'article en donnant les références utiles à sa vérifiabilité et en les liant à la section « Notes et références ».
La déviance positive se traduit par un changement dans le comportement hors du commun de certains individus, qui par leurs stratégies, sont aptes à résoudre un problème. Cette définition se base sur le concept de déviance.

## Définition
La notion de la Déviance Positive est basée sur le fait que dans chaque communauté ou organisation, certains individus ou groupes dont les comportements et stratégies leur permettent de trouver de meilleures solutions à un problème que leurs voisins, tout en ayant accès aux mêmes ressources et en faisant face à des défis ou obstacles similaires.
L’approche de la déviance positive permet à une communauté ou organisation de résoudre un problème grâce à la découverte par ses membres de solutions durables, de développer un plan d’action visant à promouvoir leur adoption par toutes les personnes concernées et enfin de mesurer et partager les bons résultats.

## Méthode d’application de l’approche Déviance Positive
La méthode déviance positive est pratiquée quand un problème est complexe et que d’autres solutions ont échoué et qu’il requiert un changement comportemental et social.
L’engagement de la communauté à résoudre le problème est primordial pour l’application de la méthode.
C’est la communauté concernée par le problème qu’elle a identifié collectivement comme étant important.
Lorsque la communauté s'apprête à résoudre un problème auquel elle est confrontée, l'étude de la déviance positive débute[réf. nécessaire]. Une possibilité de résolution de problème serait de suivre les étapes suivantes
Étape 1 :
- Définir le problème
- identifier le problème
- identifier les principaux acteurs
- mesurer les progrès accomplis dans la résolution du problème

Étape 2 :
Identifier la présence des individus ou groupes déviance positive : à travers l'observation et l'analyse de données, la communauté s'efforce d'identifier les «déviants positifs» clés parmi eux.
Étape 3 :
Découvrir les bons comportements :
Une étape d'enquête menée par la communauté sur les comportements et pratiques réussis qui définissent les «déviants positifs», en réalisant que le problème de la communauté peut être résolu. Surmonter par des solutions locales.
Étape 4 :
Développer des initiatives pour tirer parti de ces solutions: Une fois les stratégies réussies identifiées, la communauté décide laquelle suivre et conçoit une stratégie de mise en œuvre.
Étape 5 :
Mesurer l'efficacité de l'initiative: L’évaluation encourage la communauté  en renforçant l’optimisme dans son pouvoir de changement comportemental et social.

## Dans l'organisation
Dans le concept du comportement organisationnel, on retrouve la déviance positive : « […] c'est-à-dire des comportements qui traduisent non pas une résistance au changement mais, un désir de changement afin d'atteindre d'une autre façon les objectifs de l'entreprise. L'approche de la déviance positive dans l'organisation est une approche fondée sur les forces qui sont appliquées à des problèmes nécessitant le comportement et le changement social basé sur quelques critères spécifiques. ».

## Dans le domaine professionnel
Pour parler de la déviance positive, on doit prendre en compte que lorsqu'une personne est face à un ou plusieurs problèmes quels qu'ils soient, cette personne est soumise à des règles (diverses selon le ou les problèmes, cela peut être une règle officielle de l'entreprise, l'autorité d'un supérieur, même les normes sociales peuvent être considérées comme des règles dans certains milieux professionnels, etc.) et on parle de déviance positive quand cette personne adopte un comportement transgressif, déviant à l'encontre de ces règles (et non pas à la suite d'une volonté personnelle, mais d'une volonté d'apporter un bénéfice à leur organisation ou aux membres qui la composent) pour apporter une solution innovante ou une amélioration dans la résolution de ce problème.

### La déviance positive, un changement efficace dans les entreprises
Si la déviance positive devient de plus en plus tolérée et même développée par les entreprises, c'est parce qu'il y a un certain contexte et des enjeux économiques permettant de tolérer celle-ci.
Le milieu économique est de plus en plus axé sur la concurrence. Et à la suite de cette concurrence, les changements organisationnels requièrent de la nouveauté au sein des créations et des idées.
C'est d'ailleurs ce que confirment de nombreuses études, l'avantage compétitif et le succès des organisations découlent en grande partie des initiatives personnelles et de l'adoption de comportements proactifs à la recherche d'amélioration et de résolution de problème. Pousser leurs salariés à travailler plus n'est plus une option pour les entreprises, on peut alors en conclure que les performances durables des entreprises du XXIe siècle sont très en lien avec un leadership de qualité.
Et un leadership de qualité peut être en adéquation avec la déviance positive, comme nous le montre cet exemple : « Stéphanie est responsable d’agence intérim, elle choisit d’accorder des congés à son équipe sans tenir compte des conditions obligatoires à l’attribution de ceux-ci définis par le groupe, qu’elle juge trop rigides. Son équipe lui en est reconnaissante. Elle a le plus faible taux d’absentéisme des agences françaises. »